# الفاطر (أسماء الله الحسنى)
الفاطر هو من صفات الله الحسنى في الإسلام، وعده بعض العلماء من أسماء الله الحسنى، ولم يعده أغلب العلماء من الأسماء الحسنى لأنه ورد في القرآن والأحاديث مضافًا -﴿فَاطِرِ السَّمَاوَاتِ وَالْأَرْضِ﴾ [الأنعام:14]- ولم يرد مستقلًا، ومعناه: الذي فطر الخلق وابتدأ خلقهم.

## في القرآن الكريم
تكررت ﴿فَاطِرِ السَّمَاوَاتِ وَالْأَرْضِ﴾ [الأنعام:14] في القرآن الكريم 6 مرات، هي:
- ﴿قُلْ أَغَيْرَ اللَّهِ أَتَّخِذُ وَلِيًّا فَاطِرِ السَّمَاوَاتِ وَالْأَرْضِ وَهُوَ يُطْعِمُ وَلَا يُطْعَمُ قُلْ إِنِّي أُمِرْتُ أَنْ أَكُونَ أَوَّلَ مَنْ أَسْلَمَ وَلَا تَكُونَنَّ مِنَ الْمُشْرِكِينَ ۝١٤﴾ [الأنعام:14].
- ﴿رَبِّ قَدْ آتَيْتَنِي مِنَ الْمُلْكِ وَعَلَّمْتَنِي مِنْ تَأْوِيلِ الْأَحَادِيثِ فَاطِرَ السَّمَاوَاتِ وَالْأَرْضِ أَنْتَ وَلِيِّي فِي الدُّنْيَا وَالْآخِرَةِ تَوَفَّنِي مُسْلِمًا وَأَلْحِقْنِي بِالصَّالِحِينَ ۝١٠١﴾ [يوسف:101].
- ﴿قَالَتْ رُسُلُهُمْ أَفِي اللَّهِ شَكٌّ فَاطِرِ السَّمَاوَاتِ وَالْأَرْضِ يَدْعُوكُمْ لِيَغْفِرَ لَكُمْ مِنْ ذُنُوبِكُمْ وَيُؤَخِّرَكُمْ إِلَى أَجَلٍ مُسَمًّى قَالُوا إِنْ أَنْتُمْ إِلَّا بَشَرٌ مِثْلُنَا تُرِيدُونَ أَنْ تَصُدُّونَا عَمَّا كَانَ يَعْبُدُ آبَاؤُنَا فَأْتُونَا بِسُلْطَانٍ مُبِينٍ ۝١٠﴾ [إبراهيم:10].
- ﴿الْحَمْدُ لِلَّهِ فَاطِرِ السَّمَاوَاتِ وَالْأَرْضِ جَاعِلِ الْمَلَائِكَةِ رُسُلًا أُولِي أَجْنِحَةٍ مَثْنَى وَثُلَاثَ وَرُبَاعَ يَزِيدُ فِي الْخَلْقِ مَا يَشَاءُ إِنَّ اللَّهَ عَلَى كُلِّ شَيْءٍ قَدِيرٌ ۝١﴾ [فاطر:1].
- ﴿قُلِ اللَّهُمَّ فَاطِرَ السَّمَاوَاتِ وَالْأَرْضِ عَالِمَ الْغَيْبِ وَالشَّهَادَةِ أَنْتَ تَحْكُمُ بَيْنَ عِبَادِكَ فِي مَا كَانُوا فِيهِ يَخْتَلِفُونَ ۝٤٦﴾ [الزمر:46].
- ﴿فَاطِرُ السَّمَاوَاتِ وَالْأَرْضِ جَعَلَ لَكُمْ مِنْ أَنْفُسِكُمْ أَزْوَاجًا وَمِنَ الْأَنْعَامِ أَزْوَاجًا يَذْرَؤُكُمْ فِيهِ لَيْسَ كَمِثْلِهِ شَيْءٌ وَهُوَ السَّمِيعُ الْبَصِيرُ ۝١١﴾ [الشورى:11].

كما ورد معنى الصفة في آيات آخرى مثل: ﴿أَوْ خَلْقًا مِمَّا يَكْبُرُ فِي صُدُورِكُمْ فَسَيَقُولُونَ مَنْ يُعِيدُنَا قُلِ الَّذِي فَطَرَكُمْ أَوَّلَ مَرَّةٍ فَسَيُنْغِضُونَ إِلَيْكَ رُءُوسَهُمْ وَيَقُولُونَ مَتَى هُوَ قُلْ عَسَى أَنْ يَكُونَ قَرِيبًا ۝٥١﴾ [الإسراء:51].

## في السنة النبوية
عن عبد الله بن عمرو عن النبي قال: «يا أبا بكرٍ قل: اللهم فاطرَ السماواتِ والأرضِ، عالمَ الغيبِ والشهادةِ، لا إله إلا أنت، ربَّ كلِّ شيءٍ ومَلِيكَه، أعوذُ بك من شرِّ نفسي، ومن شرِّ الشيطانِ وشِرْكِه، وأن أقترفَ على نفسي سوءًا، أو أَجُرَّه إلى مُسْلِمٍ».

## الأقوال في معناه
- قال الحليمي:[4] «الفاطر: إنه فاتق المرتتق من السماء والأرض، قال الله : ﴿أَوَلَمْ يَرَ الَّذِينَ كَفَرُوا أَنَّ السَّمَاوَاتِ وَالْأَرْضَ كَانَتَا رَتْقًا فَفَتَقْنَاهُمَا وَجَعَلْنَا مِنَ الْمَاءِ كُلَّ شَيْءٍ حَيٍّ أَفَلَا يُؤْمِنُونَ ۝٣٠﴾ [الأنبياء:30]».
- قال أبو سليمان:[4] «الفاطر هو الذي فطر الخلق، أي ابتدأ خلقهم كقوله: ﴿أَوْ خَلْقًا مِمَّا يَكْبُرُ فِي صُدُورِكُمْ فَسَيَقُولُونَ مَنْ يُعِيدُنَا قُلِ الَّذِي فَطَرَكُمْ أَوَّلَ مَرَّةٍ فَسَيُنْغِضُونَ إِلَيْكَ رُءُوسَهُمْ وَيَقُولُونَ مَتَى هُوَ قُلْ عَسَى أَنْ يَكُونَ قَرِيبًا ۝٥١﴾ [الإسراء:51]، ومن هذا قولهم فطر ناب البعير، وهو أول ما يطلع».
- قال ابن عباس:[1] «لم أكن أعلم معنى فاطر السماوات والأرض، حتى اختصم أعربيان في بئر فقال أحدهم: أنا فطرتها، أي: استحدث حفرها».

## لغويًا
1. اسم فاعل من فطَرَ وفطَرَ.
2. اسم سورة من سور القرآن الكريم، وهي السُّورة رقم 35 في ترتيب المصحف، مكِّيَّة، عدد آياتها خمسٌ وأربعون آية.
3. الفاطِر: اسم من أسماء الله الحسنى، ومعناه: الخالق المُوجد المُبدع على غير مثال سابق ﴿فَاطِرِ السَّمَاوَاتِ وَالْأَرْضِ﴾ [الأنعام:14].